# Newsha Tavakolian

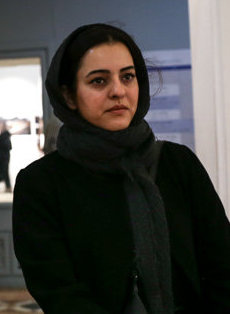
Newsha Tavakolian

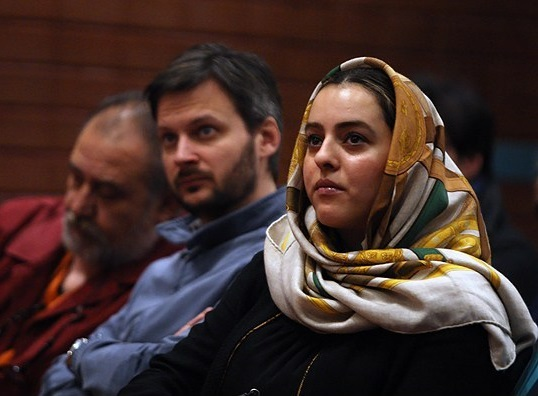
Newsha Tavakolian, 2012

Newsha Tavakolian (persisch نیوشا توکلیان; * 1981 in Teheran, Iran) ist eine iranische Fotografin und Fotojournalistin. Ihre Arbeit ist dafür bekannt, dass sie sich auf Frauenthemen konzentriert und zwischen Kunst- und Dokumentarfotografie angesiedelt ist.

## Leben und Werk
Tavakolian wuchs in Teheran auf. Nachdem sie die Schulausbildung abgebrochen und einen sechsmonatigen Fotokurs abgeschlossen hatte, begann sie als autodidaktische Fotografin im Alter von 16 Jahren bei der Frauentageszeitung Zan professionell in der iranischen Presse zu arbeiten. Mit 18 Jahren war sie die jüngste Fotografin, die über den Studentenaufstand in Teheran von 1999 berichtete, der einen Wendepunkt für die Reformbewegung des Landes darstellte. Diese Fotos wurden in mehreren iranischen Zeitungen verwendet. Im Jahr 2000 kam sie zu der in New York ansässigen Agentur Polaris Images und veröffentlichte ihre Berichterstattung über regionale Konflikte, Naturkatastrophen und gesellschaftlich relevante Themen international für globale Medienorganisationen und Kunstmagazine.
Im Jahr 2002 begann sie international zu arbeiten und berichtete über den Krieg im Irak. Seitdem wurden ihre Fotos in internationalen Publikationen wie Time-Magazine, Newsweek, Stern, Le Figaro, Colors, The New York Times, Der Spiegel, Le Monde, NRC Handelsblad, The New York Times Magazine und National Geographic veröffentlicht.
Ihre Berichterstattung über die Präsidentschaftswahlen im Iran im Jahr 2009 unterbrachen ihre Karriere als Fotojournalistin vorübergehend. Stattdessen begann sie an Projekten zu arbeiten, die Experten als eine Mischung aus sozialdokumentarischer Fotografie und Kunst beschreiben. In ihrem ersten künstlerischen Projekt mit dem Titel Listen (2010–2011) konzentrierte sie sich auf Sängerinnen im Iran, denen es aufgrund der seit 1979 geltenden islamischen Vorschriften verboten ist, Soloauftritte zu absolvieren oder eigene Alben zu produzieren.

## Blank Pages of an Iranian Photo Album
2014 gewann sie den Fotojournalismuspreis Carmignac Gestion (L’OEil de la Photographie). Der Preis sorgte zunächst für öffentliche Kontroversen, als sie aufgefordert wurde, den Titel ihrer Arbeit von Blank Pages of an Iranian Photo Album in The Lost Generation zu ändern. Da sie zu dieser Änderung nicht bereit war, gab sie den mit 50.000 Euro dotierten Preis an die Stiftung zurück. Daraufhin beschloss die Stiftung ihr doch völlige Freiheit bei der Benennung zu geben. Das Projekt Blank Pages of an Iranian Photo Album besteht aus einem Fotobuch, einer Sammlung mehrerer zusammengestapelter persönlicher Alben und einer Videoinstallation. In diesem Projekt ist es ihr Ziel, die unerzählten Geschichten der Gesellschaft unter Sanktionen aufzudeckenden.

## For the Sake of Calmness
For the Sake of Calmness (2020) ist eine zwanzigminütige Videoinstallation, in der sie Theorie und Praxis mit ihrer eigenen persönlichen Erfahrung verbindet. For the Sake of Calmness wurde am 4. Oktober 2020 in der Argo Factory in Teheran gezeigt, dann im Januar 2021 in der New Yorker Thomas-Erben-Galerie und im Februar war sie Teil des Ammodo-Tiger-Short-Wettbewerbs beim Internationalen Rotterdamer Filmfestival 2021. Die gewählte filmische Form und das Medium erforderten die Zusammenarbeit mit anderen Disziplinen. Deshalb arbeitete sie mit dem Kameramann Peyman Shadmanfar, dem Theaterautor Shanad Kheirabadi und dem Sounddesigner Kamran Arashnia zusammen. Durch die Zusammenarbeit mit anderen Disziplinen hat Tavakolian eine Welt des bewegten Bildes geschaffen, in der die Unterscheidung zwischen eingefrorenen und bewegten Bildern verschwimmt. Im gesamten Film korrespondieren die Beziehungen zwischen Innen und Außen, sowohl im Hinblick auf den privaten und öffentlichen Raum als auch im Hinblick auf die inneren Konflikte einzelner Personen.
2015 wurde Tavakolian für Magnum Photos nominiert und 2019 Vollmitglied.
Im Jahr 2019 untersagten ihr die iranischen Behörden die Arbeit im Land. Auch ihrem niederländischen Ehemann, dem The New York Times-Korrespondenten Thomas Erdbrink, wurde seine Presseberechtigung für vier Monate ohne Angabe von Gründen entzogen.
Tavakolians Arbeiten sind unter anderem in den Sammlungen internationaler Institutionen vertreten, darunter das Victoria and Albert Museum, das Los Angeles County Museum of Art (LACMA), das British Museum, die Arthur M. Sackler Gallery und das Museum of Fine Arts, Boston.

## Ausstellungen (Auswahl)

### Einzelausstellungen
- 2009: Chanel and Chador, Side Gallery, Newcastle upon Tyne
- 2009: Newsha Tavakolian, Centre Culturel Franco Allemand, Karlsruhe
- 2011: Listen, LA Caja Blanca Gallery, Palma
- 2011: Listen, Jakob Church, Oslo
- 2011: Listen, Aaran Gallery, Teheran
- 2012: Listen, Otto Gallery, Florenz
- 2013: Listen & The Day I Became a Woman, LACMA, Los Angeles
- 2013: Look, Thomas Erben Gallery, New York
- 2013: Look/Listen, Bildmuseet Contemporary Art and Visual Culture, Umea, Schweden
- 2013: Look, Aaran Art Gallery, Teheran
- 2013: Mothers of Martyrs, Victoria and Albert Museum, London
- 2014: Look, Somerset House, London
- 2015: Blank Pages of an Iranian Photo Album, Saatchi Gallery, London
- 2015: Blank Pages of an Iranian Photo Album, Chappelle des Beaux-Arts de Paris, Paris
- 2015: Blank Pages of an Iranian Photo Album, East Wing Gallery, Dubai
- 2016: Atlas Sztuki Art Gallery, Lodz
- 2016: I know why the rebel sings, Prince Claus Fund Gallery, Amsterdam
- 2017: Tina Modotti Gallery, Udine
- 2017: I Know Why the Rebel Sings, Ab/Anbar Gallery, Teheran
- 2018: The Art of Photojournalism – photographs of Newsha Tavakolian, The Museum for Intercultural Dialogue, Kielce, Polen
- 2019: I Know Why the Rebel Sings, La Filature, Mülhausen
- 2020: For the Sake of Calmness, Argo Factory, Pejman Foundation, Teheran
- 2021: For the Sake of Calmness”, Thomas Erben Gallery, NYC, USA

## Gruppenausstellungen
- 2010: No More Bad Girls, Kunsthalle Exnergasse, Wien
- 2015: 56. Biennale di Venezia, Venedig
- 2016: Yinchuan Biennale, Museum of Contemporary Art Yinchuan (MOCA Yinchuan), China
- 2023: Empowerment, Kunstmuseum Wolfsburg [7]

## Auszeichnungen
- 2003: Runner-up in Picture of the Year International Competition, Magazine Feature Category, National Press Photographers Association and Missouri School of Journalism, USA
- 2006: Joop Swart Masterclass, World Press Photo, Amsterdam
- 2006: Still Photography Award from the All Roads Film Project, National Geographic, Washington,D. C.
- 2007: Inge Morath Award, Finalist, Magnum Photo Agency, New York
- 2009: Magic of Persia Contemporary Art Prize Finalist, United Kingdom
- 2013: Carmignac Gestion Photojournalism Award
- 2014: 5. Carmignac Gestion Photojournalism Award
- 2015: Hauptpreisträgerin des Prince Claus Award
- 2016: Shortlisted for the BMW Art Journey
- 2016: Shortlisted for the Kraszna-Krausz Book Awards for the Best Photography Book
- 2016: Picture of the Year Award, First Place Feature Story
- 2017: International Award of Photography-Hall of Fame
- 2017: Joop Swart Masterclass
- 2019: Magnum-Mitglied[8]
- 2020: TIME’s Best Photojournalism of 2020
- 2021: Award-winning photographer 2021 Photo Contest[9]

## Veröffentlichungen (Auswahl)
- Newsha Tavakolian: Blank Pages of an Iranian Photo Album. Magnum, 2015, ISBN 978-3-86828-563-5.
- Tammam Hunaidy: The Face that I See, the Face that You See. Selected poems, übersetzt von Catherine Cobham, mit Photographien von Newsha Tavakolian. Falschrum, 2022, ISBN 978-3-910237-00-1.